# Valprato Soana
Valprato Soana (piemonti és frankoprovanszál nyelven Valprà) egy észak-olasz község (comune) a Piemont régióban.

## Fekvése
A Soana-völgyben található.